# دهستان هلسم
دهستان هلسم، یکی از دهستان‌های بخش مرکزی شهرستان چرداول در استان ایلام ایران است. مرکز این دهستان، روستای هلسم است.

## جمعیت
بر پایه سرشماری عمومی نفوس و مسکن در سال ۱۳۹۵، جمعیت دهستان هلسن برابر با ۱٬۶۶۹ نفر بوده‌است.